# Udnica cebulówka
Udnica cebulówka (Eumerus strigatus) – gatunek muchówki z rodziny bzygowatych i podrodziny Eumerinae.

## Taksonomia
Gatunek ten opisany został w 1817 roku przez Carla Fredericka Falléna jako Pipiza strigatus.

## Opis
Ciało długości od 5 do 7 mm (wg innych źródeł do 9 mm). Głowa o czole i twarzy czarnych, długo i biało owłosionych, czarno owłosionym trójkącie przyoczkowym i czarnych lub ciemnobrunatnych czułkach z szarawym trzecim członem. Oczy nieowłosione. Śródplecze metalicznie zielone, podłużnie pręgowane, żółto owłosione. Znamię skrzydłowe żółte lub żółtawe. Skrzydła barwy szarawej, a przezmianki jasnożółte. Odwłok błyszczący, ciemny, metalicznie zielony, opatrzony sierpowatymi plamami w liczbie trzech par. Czarne odnóża mają brunatne nasady goleni, a niekiedy także stóp.
Występuje dymorfizm płciowy. Samce o oczach stykających się na pewnej długości (muchówki holoptyczne), a samice o oczach szeroko rozdzielonych (muchówki dychoptyczne).
Larwy osiągają długość od 0,7 do 10 mm. Ciała mają ubarwione od białego do szarawożółtego. Oskórek mają pomarszczony i pokryty drobnymi kolcami. Kolor ich syfonu waha się ceglastoczerwonego do brązowego.
Jaja o wymiarach 0,7 × 0,2 mm są smukłe i z jednej strony nieco spiczasto zakończone. Składane są zwykle w niewielkich grupkach.

## Znaczenie gospodarcze
Larwy tej muchówki notowane są głównie jako szkodniki cebuli i czosnku, ale także pasternaku, mieczyków, lilii, hiacyntów, narcyzów, kapusty głowiastej, ziemniaków czy tulipanów. W pięcioletnim okresie w byłym ZSSR spowodowały do 25-30% strat w uprawach cebuli zwyczajnej. Larwy żerujące w i wokół bulwy czy cebulek powodują rozkład, więdnięcie liści i często śmierć rośliny.

## Rozprzestrzenienie
Zamieszkuje znaczną część Europy. Nienotowany m.in. z Rosji i niepewny na Białorusi. W Polsce wszędzie pospolity. Poza Europą znany z Afryki Północnej, Bliskiego Wschodu, wschodniej Palearktyki oraz z Nearktyki (Kanada i Stany Zjednoczone) i krainy australijskiej (Nowa Zelandia).